# 慧済寺
慧済寺（けいさいじ）は、中華人民共和国浙江省舟山市普陀区にある仏教寺院。普済寺、法雨寺と並んで「普陀三大寺」と称される。

## 歴史
慧済寺は、明代の創建で、当時は慧済庵と称した。郡人の尚宝司丞沈泰鴻が「宝月含空」という題額を揮毫した。開山祖師は円慧。
清代の乾隆58年（1793年）、円通殿、玉皇殿、齋楼は能積によって建立された。光緒21年（1895年）に大雄宝殿が焼失している。光緒25年（1899年）には鐘楼と大悲閣を再建している。光緒33年（1907年）僧の德化はお寺に『大蔵経』を供える。
1966年、毛沢東が文化大革命を発動し、寺院の宗教活動は中止に追い込まれた。紅衛兵により對寺廟などの宗教施設が徹底的に破壊された。寺内のすべての文化財が消えた。
1980年より後、地元政府は寺院を修復する。1983年、中華人民共和国国務院は仏寺を漢族地区仏教全国重点寺院に認定した。1988年、観音殿が修築されている。1989年10月、仏像開眼式が行われた。1992年、漢白玉蓮花池を増築した。

## 伽藍
天王殿、大雄宝殿（本堂）、大悲殿、観音殿、蔵経楼、玉皇殿、方丈室

## 重要文化財
- 武将戚継光の「海天仏国」の四字石刻
- 万暦33年(1605年)銅印：「敕建南海普陀禅寺観音宝印」
- 乾隆60年(1795年)金印：「敕建南海普陀名山観音宝印」
- 嘉慶元年(1796年)翠玉印：「南海普陀仏頂観音大士宝印」

## 主な住僧
- 円慧
- 普順
- 能積
- 一泉
- 頂順
- 頂超
- 源皓
- 源順
- 文質
- 静山
- 徳林

## 参考書目
- 『重修普陀山志』
- 『普陀洛迦新志』